# جماعت زهي
جماعت زهي (بالفارسية: جماعت زهی) هي قرية تقع في منطقة بولان في إيران. يقدر عدد سكانها بـ 378 نسمة بحسب إحصاء 2016.